# Luridi
Luridi Fr., česky červené hřiby1), jsou sekcí rodu hřib (Boletus). Řadí se k tzv. barevným hřibům.
Vyznačují se velkými boletoidními plodnicemi, na řezu obvykle modrající dužninou, která není hořké chuti, žlutými rourkami nepřirostlými ke třeni a drobnými póry červenooranžové až rudé barvy.
1) české označení „červené hřiby“ se objevuje spíše ve starší literatuře, aktuální mykologické publikace zpravidla uvádějí pouze odborný (latinský) název. František Smotlacha uváděl také české názvy „modráky“ nebo „modráky sladké“. Ty se rovněž v současné mykologické literatuře jako označení pro sekci Luridi nepoužívají; modrání dužniny se totiž objevuje i u druhů, které do sekce Luridi nepatří.

## Znaky
Plodnice jsou boletoidního tvaru.
Rourky mají žluté stěny, na řezu obvykle modrají.
Póry jsou drobné (menší než 1 milimetr), u dospívajících a většinou i dospělých plodnic mají červenooranžové až rudé zbarvení, v případě xantoidních forem jsou žluté nebo žlutooranžové.
Dužnina je většinou žlutá či žlutavá, někdy bělavá, nikdy hořké chuti. Na řezu obvykle mění barvu (modrá, modrozelená apod.).
Někteří mykologové ze sekce Luridi oddělují samostatnou sekci Erythropodes, do níž řadí druhy, které se vyznačují absencí síťky na třeni. Následující seznam obsahuje druhy sekce Luridi v širším slova smyslu.

## Zástupci
| obrázek                                    | český název       | odborný název              | podřazené taxony | poznámka                                                       |
| ------------------------------------------ | ----------------- | -------------------------- | --- | -------------------------------------------------------------- |
| Boletus dupainii                           | hřib Dupainův     | Boletus dupainii           | | neroste v ČR, přesunut do sekce Erythropodes                   |
|                                            | hřib hlohový      | Boletus crataegi           | | xantoidní forma hřibu satanu                                   |
|                                            | hřib kavkazský    | Boletus caucasicus         | | poddruh hřibu koloděje                                         |
| Boletus luridus 3                          | hřib koloděj      | Boletus luridus            | - hřib koloděj prvosenkový (Boletus luridus f. primulicolor) [forma] - hřib koloděj červený (Boletus luridus var. rubriceps) [varieta] - hřib rudomasý (Boletus erythroteron) [varieta] - hřib šumavský (Boletus gabretae) - hřib kavkazský (Boletus caucasicus) [poddruh] |                                                                |
|                                            | hřib kolodějovitý | Boletus comptus            | | neroste v ČR                                                   |
| 2012-07-12 Boletus erythropus crop         | hřib kovář        | Boletus luridiformis       | - hřib neměnný (Boletus immutatus) [varieta] - hřib žlutý (Boletus junquilleus) [varieta] - hřib kovář odbarvený (Boletus luridiformis var. discolor) [varieta] - hřib kovář červenohlavý (Boletus luridiformis var rubropileus) [varieta]                                 |                                                                |
| Luční - Boletus legaliae 01 crop           | hřib Le Galové    | Boletus legaliae           | - hřib Špinarův (Boletus spinarii) [forma] |                                                                |
| Boletus rubrosanguineus                    | hřib Moserův      | Boletus rubrosanguineus    | |                                                                |
| Boletus rhodoxanthus 59736                 | hřib nachový      | Boletus rhodoxanthus       | - hřib zlatožlutý (Boletus chrysoxanthus) [forma] |                                                                |
|                                            | hřib narůžovělý   | Boletus pulchrotinctus     | | neroste v ČR                                                   |
|                                            | hřib neměnný      | Boletus immutatus          | | varieta hřibu kováře, přesunut do sekce Erythropodes           |
|                                            | hřib proměnlivý   | Boletus poikilochromus     | | neroste v ČR                                                   |
| 2010-08-09 Boletus queletii Schulzer 97433 | hřib Quéletův     | Boletus queletii           | - Boletus queletii var. discolor - Boletus queletii var. zugazae | přesunut do sekce Erythropodes                                 |
|                                            | hřib rudomasý     | Boletus erythroteron       | |                                                                |
| 2008-08-04 Boletus rhodopurpureus 1 18733  | hřib rudonachový  | Boletus rhodopurpureus     | - hřib žlutonachový (Boletus xanthopurpureus) [forma] |                                                                |
| Boletus-satanas-3 crop                     | hřib satan        | Boletus satanas            | - hřib hlohový (Boletus crataegi) [forma] |                                                                |
|                                            | hřib satanovitý   | Boletus satanoides         | |                                                                |
| Boletus permagnificus                      | hřib sicilský     | Boletus permagnificus      | | neroste v ČR                                                   |
| Boletus spinarii                           | hřib Špinarův     | Boletus spinarii           | | forma hřibu Le Galové                                          |
|                                            | hřib šumavský     | Boletus gabretae           | |                                                                |
| Boletus lupinus                            | hřib vlčí         | Boletus lupinus            | | neroste v ČR, přesunut do sekce Erythropodes                   |
| Boletus torosus                            | hřib zavalitý     | Boletus torosus            | |                                                                |
|                                            | hřib zlatožlutý   | Boletus chrysoxanthus      | | xantoidní forma hřibu nachového                                |
| Boletus luteocupreus                       | hřib žlutoměďový  | Boletus luteocupreus       | | neroste v ČR                                                   |
| Boletus xanthopurpureus                    | hřib žlutonachový | Boletus xanthopurpureus    | | xantoidní forma hřibu rudonachového                            |
| Boletus junquilleus                        | hřib žlutý        | Boletus junquilleus        | | xantoidní varieta hřibu kováře, přesunut do sekce Erythropodes |
|                                            |                   | Boletus brunneopanoides    | | neroste v ČR, popsán ve Střední Americe                        |
|                                            |                   | Boletus cf. caribaeus      | | neroste v ČR                                                   |
|                                            |                   | Boletus firmus             | | neroste v ČR                                                   |
| Boletus floridanus                         |                   | Boletus floridanus         | | neroste v ČR                                                   |
|                                            |                   | Boletus guatemalensis      | | neroste v ČR                                                   |
|                                            |                   | Boletus hypocarycinus      | | neroste v ČR                                                   |
|                                            |                   | Boletus kermesinus         | | neroste v ČR, popsán v Japonsku                                |
|                                            |                   | Boletus mahoganicoloroides | | neroste v ČR, popsán ve Střední Americe                        |
| Boletus mendax                             |                   | Boletus mendax             | |                                                                |
| Boletus orovillus                          |                   | Boletus orovillus          | | neroste v ČR, popsán v Kalifornii                              |
|                                            |                   | Boletus pseudofrostii      | | neroste v ČR, popsán ve Střední Americe                        |
|                                            |                   | Boletus pyrrhosceles       | | neroste v ČR, popsán v Kolumbii                                |
| Boletus vermiculosus                       |                   | Boletus vermiculosus       | | neroste v ČR                                                   |